# هوغو كاماتشو غالفان
هوغو كاماتشو غالفان هو سياسي مكسيكي، ولد في 23 سبتمبر 1959 في جوميز بالاسيو في المكسيك. نشط حزبياً في حزب العمل الوطني. وقد انتخب عضو مجلس النواب المكسيك ‏.